# Thaumatosmylus raoengensis
Thaumatosmylus raoengensis är en insektsart som beskrevs av Tim R. New 1991. Thaumatosmylus raoengensis ingår i släktet Thaumatosmylus och familjen vattenrovsländor. Inga underarter finns listade i Catalogue of Life.